# Andrup (Esbjerg Kommune)
 For alternative betydninger, se Andrup. (Se også artikler, som begynder med Andrup)
Andrup er en mindre by i Sydvestjylland med 1.460 indbyggere  (2024), beliggende i Skads Sogn, 5 kilometer øst for Esbjerg. Byen ligger i i Esbjerg Kommune og tilhører Region Syddanmark.
I byen ligger blandt andet Skads Skole.